# 나라바야시 히로키
나라바야시 히로키(일본어: 奈良林 寛紀, 1988년 1월 14일 ~ )는 일본의 전 축구 선수이다.

## 구단 경력
과거 후지에다 MYFC에서 활동하였다.